# Highly Suspect
Highly Suspect (переклад з англ. як «найбільш підозрюваний») — американський рок-гурт з міста Кейп-Код, штату Массачусетс. Колектив був заснований братами-близнюками ― Річом Меєром (бас-гітара, бек-вокал) та Раяном Меєром (барабани, бек-вокал). Солістом гурту став їхній найкращий друг Джонні Стівенс, який також грає на гітарі. Розпочинали у своєму рідному місті, як кавер-гурт у барах, проте згодом переїхали у Бруклін, Нью-Йорк, де записали свій перший мініальбом «The Worst Humans EP» з продюсером Джоелем Гамільтоном (який співпрацював з такими музикантами як The Black Keys, Elvis Costello, Wu-Tang Clan).
Перший повноцінний студійний альбом за назвою «Mister Asylum» вийшов 15 липня 2015 року. Платівка стала досить успішною, отримавши номінацію на «Найкращий рок-альбом» 58-ї церемонії вручення Греммі. Пісня з альбому «Lydia» була також номінована на «Найкращу рок-пісню» року. Їхній другий студійний альбом був презентований 18 листопада 2016 року та став ще успішнішим за попередній. Дві пісні з цієї музичної збірки досягали вершин музичних чартів ― «My Name Is Human» очолювала «Billboard US Mainstream Rock Songs Chart», а «Little One» підіймалася на другу сходинку цього ж музичного топу.

## Історія

### Створення та Mister Asylum
Highly Suspect був створений у 2009 році як кавер-гурт, який виконував пісні таких відомих музичних проєктів рок-сцени, як Sublime, Jimi Hendrix та Pink Floyd. Тріо-колектив виступав в місцевих барах рідного Кейп-Кода. Всі учасники гурту разом навчалися в школі «Dennis-Yarmouth Regional High School». Хлопці виконували кавери в таких місцях як «The British Beer Company», «J.R Brody's Roadside Tavern» та «Sundancers», а також були в концертних турах з такими гуртами як 10 Years, Monster Truck та Sevendust.
«First Offense» був першим мініальбом колективу, презентований 15 липня 2009 року. Музична збірка містить такі пісні як «Life's a Fun Ride», «Not Me» та «Smile On» ― це були їхні перші записані авторські треки («Not Me» згодом була ще в студійному альбомі «Highly Suspect»).
«The Gang Lion EP» ― другий мініальбом, який вийшов 3 жовтня 2010 року. Він містить такі композиції як «Gang Lion», «Big Bear» та «Then Mickey». Всі три треки потім з'являться в альбомі «Highly Suspect».
Їхній компіляційний альбом за самоназвою «Highly Suspect» був презентований у 2011 році. Він містить 14 треків, включаючи як декілька нових, так і багато попередніх композицій, які були перезаписані.
«The Worst Humans» ― третій EP, представлений 13 липня 2012 року. Мініальбом складається з трьох пісень: «Bath Salts», «Gumshoe» та «The Go». Записи були доступні на обидвох фізичних носіях та в цифровому виді на Bandcamp.
Четвертий мініальбом «Black Ocean» з'явився в жовтні 2013 року. Він містить два треки з їхнього дебютного релізу та три нових: «Fuck Me Up», «Lydia», та «Guess What». Альбом продюсували Жоель Гамільтон та Джо Дюплантьє з Gojira.
Гурт на початку 2015 року був у концерт-турі по США разом з Deftones, Chevelle, Halestorm, Catfish and the Bottlemen та Scott Weiland з Stone Temple Pilots.
Їхній перший студійний альбом «Mister Asylum» презентований 17 липня 2015 року. Композиція «Lydia» з цього альбому досягла четвертої сходинки «US Mainstream Rock Songs Chart» та була двадцять четвертою в «US Alternative Songs Chart». Гурт був обраний редакторами iTunes в список «2015 New Artist Spotlight».

### The Boy Who Died Wolf (2016—2017)
Другий альбом колективу за назвою «The Boy Who Died Wolf» був презентований 18 листопада 2016 року. Перед виходом альбому, 7 вересня 2016 року, був представлений трек «My Name Is Human», який отримав схвальні відгуки та велику популярність в США. Композиція ввійшла в список номінантів «Найкраща рок-пісня» на 59-й церемонії вручення Греммі.

## Дискографія

### Студійні альбоми
| Назва                 | Деталі                                                                          | Найвища позиція в чарті | Найвища позиція в чарті | Найвища позиція в чарті | Найвища позиція в чарті | Найвища позиція в чарті | Найвища позиція в чарті | Найвища позиція в чарті |
| Назва                 | Деталі                                                                          | US                      | US Alt.                 | US Dig.                 | US Hard                 | US Rock                 | US Sales                | NZ                      |
| --------------------- | ------------------------------------------------------------------------------- | ----------------------- | ----------------------- | ----------------------- | ----------------------- | ----------------------- | ----------------------- | ----------------------- |
| Mister Asylum         | - Презентований: 17 липня, 2015 - Лейбл: 300 - Формат: CD, digital download     | 56                      | —                       | 9                       | 2                       | 7                       | 23                      | —                       |
| The Boy Who Died Wolf | - Презентований: 18 листопада, 2016 - Лейбл: 300 - Формат: CD, digital download | 28                      | 1                       | 8                       | 2                       | 2                       | 16                      | 10                      |

### Компіляційні альбоми
- Highly Suspect (2011)

### Мініальбоми (EP)
- First Offense (2009)
- The Gang Lion EP (2010)
- The Worst Humans (2012)
- Black Ocean (2013)

### Сингли
| Назва              | Рік  | Найвища позиція в чарті | Найвища позиція в чарті | Найвища позиція в чарті | Найвища позиція в чарті | Найвища позиція в чарті | Сертифікати  | Альбом                |
| Назва              | Рік  | US Main.                | US Alt.                 | US Rock                 | US Air.                 | NZ                      | Сертифікати  | Альбом                |
| ------------------ | ---- | ----------------------- | ----------------------- | ----------------------- | ----------------------- | ----------------------- | ------------ | --------------------- |
| «Lydia»            | 2015 | 4                       | 24                      | 26                      | 14                      | —                       | - RIAA: Gold | Mister Asylum         |
| «Bloodfeather»     | 2015 | 5                       | 37                      | —                       | 21                      | —                       |              | Mister Asylum         |
| «My Name Is Human» | 2016 | 1                       | 20                      | 12                      | 7                       | —                       | - RIAA: Gold | The Boy Who Died Wolf |
| «Little One»       | 2017 | 2                       | 26                      | 21                      | 12                      | —                       |              | The Boy Who Died Wolf |

### Музичні відеокліпи
| Рік  | Назва              | Режисер                       | Альбом                | Посилання |
| ---- | ------------------ | ----------------------------- | --------------------- | --------- |
| 2012 | «Bath Salts»       | Jamie Northrup                | Mister Asylum         | [ 27 ]    |
| 2015 | «Lydia»            | TS&R                          | Mister Asylum         | [ 28 ]    |
| 2016 | «Bloodfeather»     | TS&R                          | Mister Asylum         | [ 29 ]    |
| 2016 | «Serotonia»        | Johnny Stevens                | The Boy Who Died Wolf | [ 30 ]    |
| 2017 | «My Name Is Human» | Marc Klasfeld                 | The Boy Who Died Wolf | [ 31 ]    |
| 2017 | «Little One»       | Djay Brawner & Johnny Stevens | The Boy Who Died Wolf | [ 32 ]    |

## Склад гурту
- Джонні Стівенс — соліст, гітара, синтезатор, фортепіано
- Райан Меєр — барабани, вокал
- Річ Меєр — бас-гітара, вокал

## Нагороди та номінації
| Рік  | Премія                           | Назва музичної роботи | Номінація                    | Результат | Посилання |
| ---- | -------------------------------- | --------------------- | ---------------------------- | --------- | --------- |
| 2016 | 58-ма церемонія «Греммі»         | «Lydia»               | Найкраща рок-пісня           | Номінація | [ 33 ]    |
| 2016 | 58-ма церемонія «Греммі»         | "Mister Asylum"       | Найкращий рок-альбом         | Номінація | [ 33 ]    |
| 2017 | 59-а церемонія «Греммі»          | «My Name Is Human»    | Найкраща рок-пісня           | Номінація | [ 34 ]    |
| 2017 | «Alternative Press Music Awards» | «Highly Suspect»      | Найкращий гардрок виконавець | Номінація | [ 35 ]    |
| 2017 | «Alternative Press Music Awards» | «Bloodfeather»        | Найкраще музичне відео       | Номінація | [ 35 ]    |
| 2018 | «2018 iHeartRadio Music Awards»  | «Highly Suspect»      | Рок-виконавець року          | Номінація | [ 36 ]    |